# Малвина Рејнолдс
Малвина Рејнолдс (енгл. Malvina Reynolds; 23. август 1900 — 17. март 1978) је била америчка певачица народне и блуз музике, текстописац и политичка активисткиња. Најпознатија је по својим песмама „Мале кутије“ ("Little Boxes") и „Јутарњеградска вожња“ ("Morningtown Ride").

## Детињство и младост
Малвина Рејнолдс је рођена у јеврејској породици у Сан Франциску 1900. године. Године 1934. се удала за Вилијама ("Бада") Рејнолдса и с њим је имала ћерку Ненси, која се родила 1935. године.
На Универзитету Калифорније у Берклију завршила је основне и мастер студије уметности, а докторску дисертацију је завршила 1938. године.

## Музичка каријера
Малвина је музичку каријеру започела у својим двадесетим годинама, када је свирала виолину у бенду, а писање песама је започела тек у четрдесетим годинама живота, након што је упознала Ерла Робинсона, Пита Сигера и друге певаче народне музике.
Написала је неколико популарних песама, укључујући „Мале кутије“ ("Little Boxes"), „Шта су урадили киши“ ("What Have The y Done to the Rain") везану за нуклеарне падавине, „Није лепо“ ("It Isn't Nice") која је постала химна за грађанска права и друге. Често је писала и компоновала песме о општим проблемима друштва. Многе њене песме су прилагођиване и извођене од стране других аутора.
У каснијим годинама је музички допринела дечијој серији „Улица Сезам“ ("Sesame Street").
Неколико година пре смрти снимљен је аутобиографски филм о њој „Волети као будала“ ("Love It Like a Fool").